# Zámky na Loiře

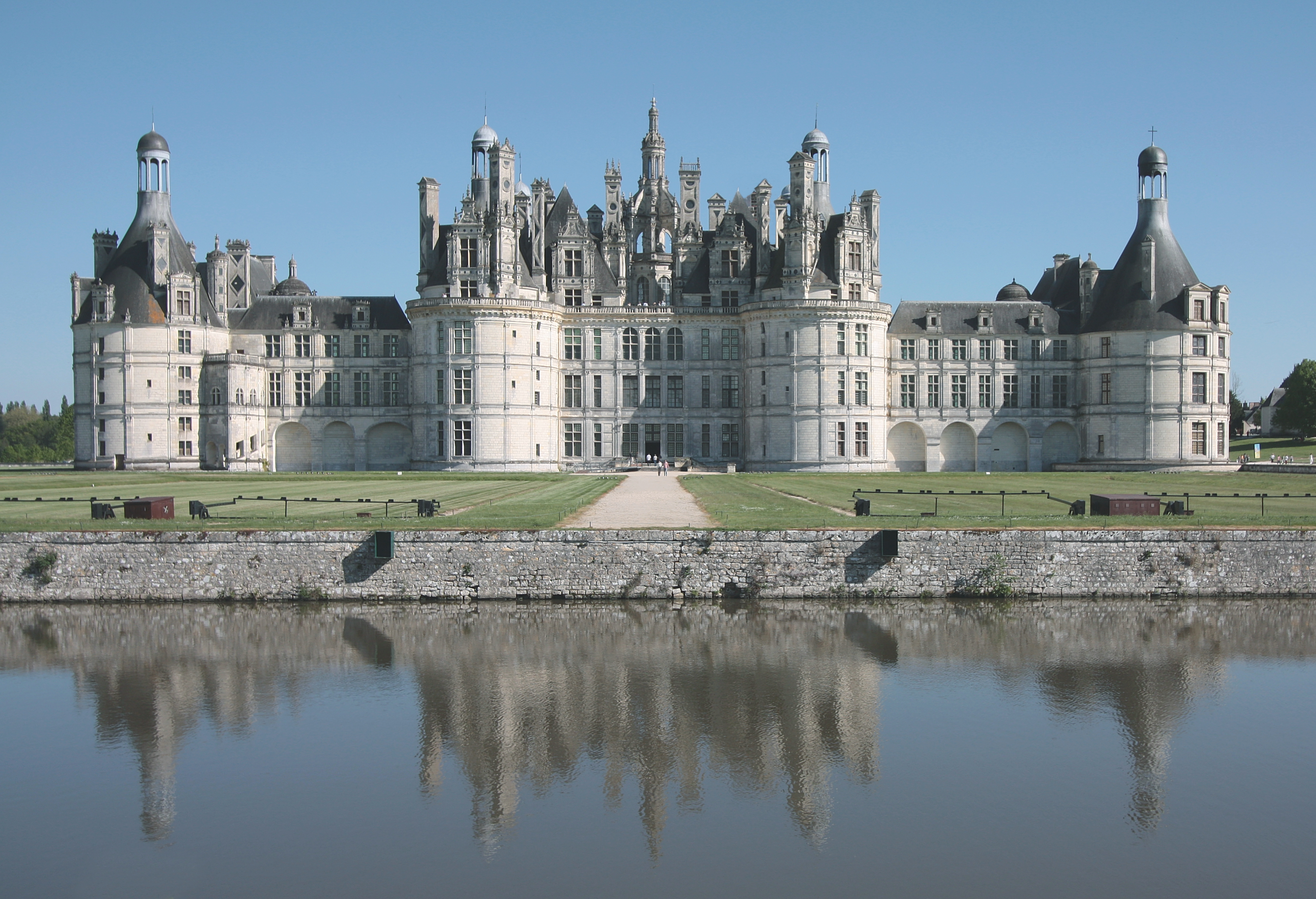
Královský zámek Chambord

Zámky na Loiře (francouzsky Châteaux de la Loire) je označení pro větší počet francouzských zámků v údolí řeky Loiry (Val de Loire), většinou v regionech Centre-Val de Loire a Pays de la Loire. Jsou součástí francouzského kulturního dědictví, reprezentantem francouzské renesanční architektury a vyhledávaným turistickým cílem.

## Historie
Původní hrady a opevněná sídla byla vybudováno během staletých válečných konfliktů, některé z nich na místěch původních římských pevností. Nejdříve to byly spory hrabství Tours s hrabstvími Blois a Anjou, od 12. století války Kapetovců s anglickými Plantagenety, které pak pokračovaly až do 15. století stoletou válkou. Do dnešní podoby byly zámky přestavěny nebo znovupostaveny v 15. a 16. století, kdy se údolí Loiry stává klíčovým regionem Francie, sídlí zde král a Tours je hlavním městem království.

## Významné zámky
Ke známým zámkům patří například Chambord, Chenonceau, Blois nebo Amboise. Zámků na Loiře je však velké množství, v regionu Centre-Val de Loire je jich celkem evidováno přes 2 500.